# Wissenschaftliches Institut der Elsass-Lothringer im Reich
Das Wissenschaftliche Institut der Elsaß-Lothringer im Reich war ein von 1920 bis 1945 bestehendes Forschungsinstitut an der neuen Johann Wolfgang Goethe-Universität Frankfurt am Main.

## Bedeutung
Der Zweck dieses Instituts war „die Pflege der gemeinsamen wissenschaftlichen und kulturellen Interessen der nach dem Ersten Weltkrieg aus dem Elsaß-Lothringen Vertriebenen oder mehr oder weniger freiwillig Ausgewanderten. Darüber hinaus sollte das Institut in ganz Deutschland das Verständnis für die Bedeutung von Elsaß-Lothringen für die deutsche Kultur wachhalten und erweitern. Politische Bestrebungen waren dabei ausgeschlossen“.
Das Institut  befand sich in einem Gebäude in der Bockenheimer Landstraße 127 in Frankfurt am Main.
Generalsekretäre des Instituts waren:
- 1920–1935: Professor Dr. phil. Georg Wolfram (1858–1940)
- 1935–1945: Professor Dr. phil. Paul Wentzcke (1879–1960)

Die rund 25.000 Bände umfassende Bibliothek des ehemaligen Institutes ist heute in die Universitätsbibliothek Johann Christian Senckenberg in Frankfurt eingegliedert.